# الهه بقراط
الهه بقراط (زاده ۱۹۵۷) روزنامه‌نگار آزاد، نویسنده و مترجم ایرانی است. وی مدیریت نشریه هفتگی اینترنتی «ژورنالیست» را که متعلق به خودش است، به عهده دارد و همچنین سردبیر کنونی کیهان لندن و سخنگوی پروژه ققنوس ایران است.

## زندگی‌نامه
بقراط در ساری به دنیا آمد و تا پایان دبیرستان در این شهر به سر برد. در سال ۱۳۵۴ به دانشکده حقوق دانشگاه ملی در تهران رفت. در دوران دانشجویی از نظر سیاسی به چریکهای فدایی خلق گرایش داشت، اما به گفته خودش در سال ۱۹۹۰ از سازمان فداییان خلق ایران (اکثریت) کناره گرفت. در آلمان از سال ۱۹۹۳ به دانشگاه برلین رفت و در رشته علوم سیاسی لیسانس گرفت.
الهه بقراط جایزه نوروز بنیاد میراث پاسارگاد به عنوان بهترین شخصیت سال ۲۰۲۱–۱۴۰۰ در رشته علوم ارتباطات دریافت کرد.

## آثار
- یادداشت‌های مجنون‌خانه
- نام‌ها و نگاه‌ها
- زنانه (مجموع داستان)